# ليونارد سوتون
ليونارد سوتون (بالإنجليزية: Leonard Sutton)‏ (14 أبريل 1890 في جامايكا - 3 يونيو 1916 في بلجيكا) هو لاعب كريكت بريطاني (وحمل سابقاً جنسية المملكة المتحدة لبريطانيا العظمى وأيرلندا). لعب مع نادي مقاطعة سومرست للكريكت ‏.